# Thomas Gompf
Thomas Gompf, né le 17 mars 1939 à Dayton (Ohio), est un plongeur américain. 

## Carrière
Thomas Gompf participe aux Jeux olympiques de 1964 à Tokyo et remporte la médaille de bronze à la plateforme 10 mètres.